# Žabokrky
Žabokrky (německy Froschhals) je část města Hronov v okrese Náchod. Nachází se na severovýchodě Hronova, na levém břehu řeky Metuje. Sídlem probíhá silnice II/303 a železniční trať 026 (zast. Hronov zastávka). V roce 2009 zde bylo evidováno 57 adres. V roce 2011 zde trvale žilo 183 obyvatel.
Žabokrky je také název katastrálního území o rozloze 1,64 km2.